# San Zenone degli Ezzelini
San Zenone degli Ezzelini (San Xenon, San Denon o San ðenon in veneto) è un comune italiano di 7 278 abitanti della provincia di Treviso in Veneto.

## Geografia fisica
Il territorio è pianeggiante a nord e a sud, ma al centro è attraversato da una serie di modesti rilievi, ultime propaggini dei colli Asolani. L'altitudine massima è la cima del colle San Lorenzo (245 m s.l.m.), all'estremità occidentale; seguono, procedendo verso est, il Coll'Alto (236 m) e il monte Castellaro (220 m). Il capoluogo si adagia sulle pendici meridionali dei colli, mentre Liedolo è stretto tra il San Lorenzo e il Coll'Alto. Ca' Rainati, invece, si trova all'estremità sud, completamente in pianura; qui, al confine con Riese Pio X, si ravvisa l'altitudine minima: 76 m.
Numerosi i corsi d'acqua, ma nessuno è particolarmente rilevante: si cita il torrente Giaretta, che lambisce San Zenone e Ca' Rainati.

## Storia

### Le origini
Come provano i reperti, il territorio di San Zenone fu abitato sin dalla preistoria. Si tratta di utensili in pietra, come raschiatoi e armi, che fanno intuire la presenza di una "fabbrica" neolitica (5.000-2.500 a.C.). Si suppone, infatti, che nella zona asolana si trovassero gli insediamenti più importanti dell'attuale Trevigiano, mentre la pianura sottostante era pressoché disabitata per la presenza di foreste.
I secoli successivi videro l'arrivo dei Protoliguri che portarono innovazioni nella tecnica, tra cui la fusione dei metalli. Successero loro gli Euganei e, infine, i Veneti

### L'epoca romana
Dall'inizio del IV secolo a.C. i Veneti entrarono in contatto con i Romani, divenendone fedeli alleati. A partire dal II secolo a.C. la regione divenne definitivamente parte della Repubblica romana.
La zona, assegnata al municipium di Asolo, aveva importanza strategica e venne valorizzata attraverso la centuriazione e la costruzione di due importanti arterie stradali: la via Postumia e la via Aurelia. In tutto il comune abbondano i reperti dell'epoca, in particolare lapidi e resti di abitazioni.

### L'alto medioevo
Anche dopo la caduta dell'Impero Romano la zona mantenne il suo ruolo chiave dal punto di vista militare. In questo periodo il colle di San Zenone fu probabilmente fortificato, nell'ambito di un più vasto sistema difensivo realizzato dai Longobardi. Fu forse la presenza del castello a portare allo sviluppo di un insediamento con una chiesa. Si ritiene che quest'ultima dipendesse inizialmente dalla pieve di Sant'Eulalia, ma verso il X secolo doveva aver assunto autonomia ecclesiastica: nel 1152, tra le dipendenze del vescovo di Treviso, è infatti citata la plebem S. Zenonis cum medietate castri et pertinentiis suis.

### Il basso medioevo
Nel 1036, al seguito dell'imperatore Corrado il Salico, giunse in Italia Ezzelo, capostipite della potente casata degli Ezzelini. Successivamente, venne investito di vari feudi distribuiti ai piedi del Grappa: tra questi è anche San Zenone.
Suo discendente fu il noto Ezzelino III, capo ghibellino che alla metà del Duecento era riuscito ad unificare sotto di sé tutto il Veneto sino a Brescia. Sconfitto e imprigionato nel 1259, morì tragicamente, pare, per sua volontà; il suo impero si disgregò rapidamente e il fratello Alberico, suo principale alleato, fu costretto a rifugiarsi nel castello di San Zenone. Nemmeno un anno dopo veniva assediato da una lega di varie città guelfe: venne così imprigionato, torturato e ucciso, sorte che toccò a tutta la sua famiglia.
Dal 1314 San Zenone risulta essere tornata sotto il controllo trevigiano.

### La Serenissima
Nel 1339 la Repubblica di Venezia sottomise a sé il Trevigiano. In quello stesso anno fu istituita la podesteria di Asolo, a cui furono assegnate anche San Zenone e Liedolo. Solo nel 1388, tuttavia, la conquista della Serenissima si poté dire definitiva.
A parte la parentesi della guerra della Lega di Cambrai, il dominio veneziano portò un lungo periodo di stabilità politica, a vantaggio dell'economia e del benessere (seppur relativo) della popolazione.

### Il periodo napoleonico e il Regno Lombardo-Veneto
Nel 1797 Napoleone pone fine alla Serenissima. Seguì un periodo di instabilità che vide il Veneto passare dapprima all'Austria, poi di nuovo alla Francia e infine ancora all'Austria (ora elevatasi ad Impero) che nel 1815 istituì il Regno Lombardo-Veneto.

### Il Regno d'Italia
Nel 1866 San Zenone passa, come tutto il Veneto, al Regno d'Italia.
In questo periodo viene completata la costruzione della nuova chiesa parrocchiale, in quanto la precedente era pericolante.

### Simboli
di rosso. Motto: Finis Eccelinorum. Ornamenti esteriori da Comune.»
Lo stemma comunale, concesso con regio decreto del  29 agosto 1889, rappresenta la torre di San Zenone, torre dell'antico castello medioevale. Lo struzzo crestato, con il ferro di cavallo nel becco, è il cimiero che ricorre nello stemma degli Ezzelini.
Il comune ha adottato anche un gonfalone, costituito da un drappo di bianco recante le medesime insegne dello stemma.

## Monumenti e luoghi d'interesse
- Chiesa parrocchiale di San Zenone
- Chiesa di San Marco

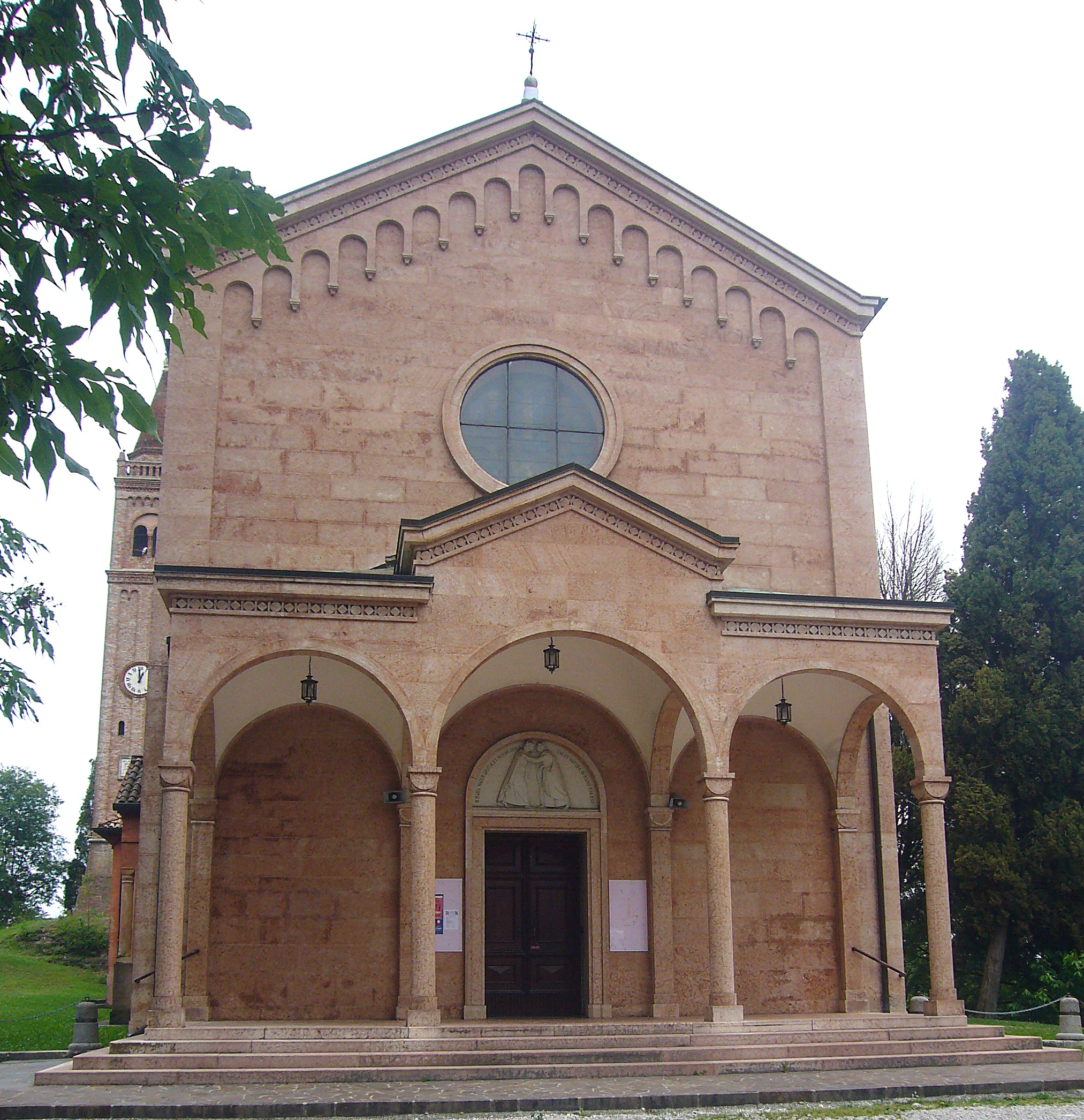
Il Santuario di Sopracastello

- Chiesa di San Lorenzo Martire a Liedolo
- Santuario della Madonna del Monte a Sopracastello

## Società

### Evoluzione demografica
Abitanti censiti

### Etnie e minoranze straniere
Al 31 dicembre 2023 gli stranieri residenti nel comune erano 847, ovvero il 11,6% della popolazione. Di seguito sono riportati i gruppi più consistenti:
1. Romania 216
2. Macedonia del Nord 193
3. Marocco 63
4. Senegal 60
5. Pakistan 47

## Cultura

### Istruzione
Nel Comune sono presenti istituzioni prescolastiche, scolastiche primarie e secondarie di primo grado. La scuola secondaria di primo grado di una certa rilevanza per il Comune è l'Istituto Comprensivo Statale.

### Media
A San Zenone ha la sede una piccola emittente radiofonica locale, Radio Luce, che trasmette dal 1982 per la provincia di Treviso e Vicenza su FM 103,3 MHz. Radio Luce fa riferimento alla Parrocchia ed è gestita dalla cooperativa “Fraternità Cristiana di San Zenone” con il preziosissimo apporto del volontariato.

### Eventi
- Nella terra di Ezzelino: la prima settimana di luglio si rievoca l'assedio dell'antico borgo da parte dei crociati padovani e dei nobili guelfi contro l'ultimo degli Ezzelini, Alberico, e la sua famiglia, che verranno sterminati il 26 agosto 1260. La manifestazione offre spaccati di vita medievale; mercato artigianale ed accampamenti militari del XIII secolo, cortei storici con molti raffiguranti in costume d'epoca: gli sbandieratori, i cavalieri e le dame. Nel 2005 si ricorda la rievocazione di uno scontro di fanteria con oltre 160 milites medievali perfettamente addestrati. L'evento è organizzato dall'Academia Sodalitas Ecelinorum.
- Dal 2008, in concomitanza con i festeggiamenti della tradizionale Sagra di San Marco, nella centrale piazza Rovero si è svolta la Mostra Mercato delle Attività Produttive, Turismo e Tempo Libero.[13]

### Aree naturali
Il Parco Naturale Oasi San Daniele si trova nella zona più settentrionale del comune di San Zenone degli Ezzelini, ai confini con i comuni di Borso del Grappa e Mussolente.
L'Oasi San Daniele non è un parco pubblico: qui l'ambiente è in corso di rinaturalizzazione, piante e animali non vengono disturbati in alcun modo per consentire il recupero dell'equilibrio biologico. L'Oasi si connota come area con finalità di protezione ed educazione ambientale.

## Amministrazione

### Sindaci dal 1995
| Periodo | Periodo   | Primo cittadino    | Partito         | Carica  | Note |
| ------- | --------- | ------------------ | --------------- | ------- | ---- |
| 1995    | 1999      | Ivo Moscheni       | Lega Nord       | Sindaco |      |
| 1999    | 2009      | Speranza Marostica | Centro-sinistra | Sindaco |      |
| 2009    | 2019      | Luigi Mazzaro      | Lista civica    | Sindaco |      |
| 2019    | In carica | Fabio Marin        | Lista civica    | Sindaco |      |

### Gemellaggi
- Majano, dal 2000
- Marzling, dal 2006

### Altre informazioni amministrative
Il predicato "Degli Ezzelini" è stato aggiunto nella denominazione del comune con la delibera del consiglio comunale del 15 febbraio 1867 e approvato con Regio Decreto del 10 novembre 1867, n. 4098.